# 杨通森旧宅
杨通森旧宅位于中国浙江省江山市廿八都镇杨家弄1号，是一处江山市文物保护单位。
2000年6月21日，杨通森旧宅公布为第四批江山市文物保护单位。